# Pluma (hidrodinâmica)

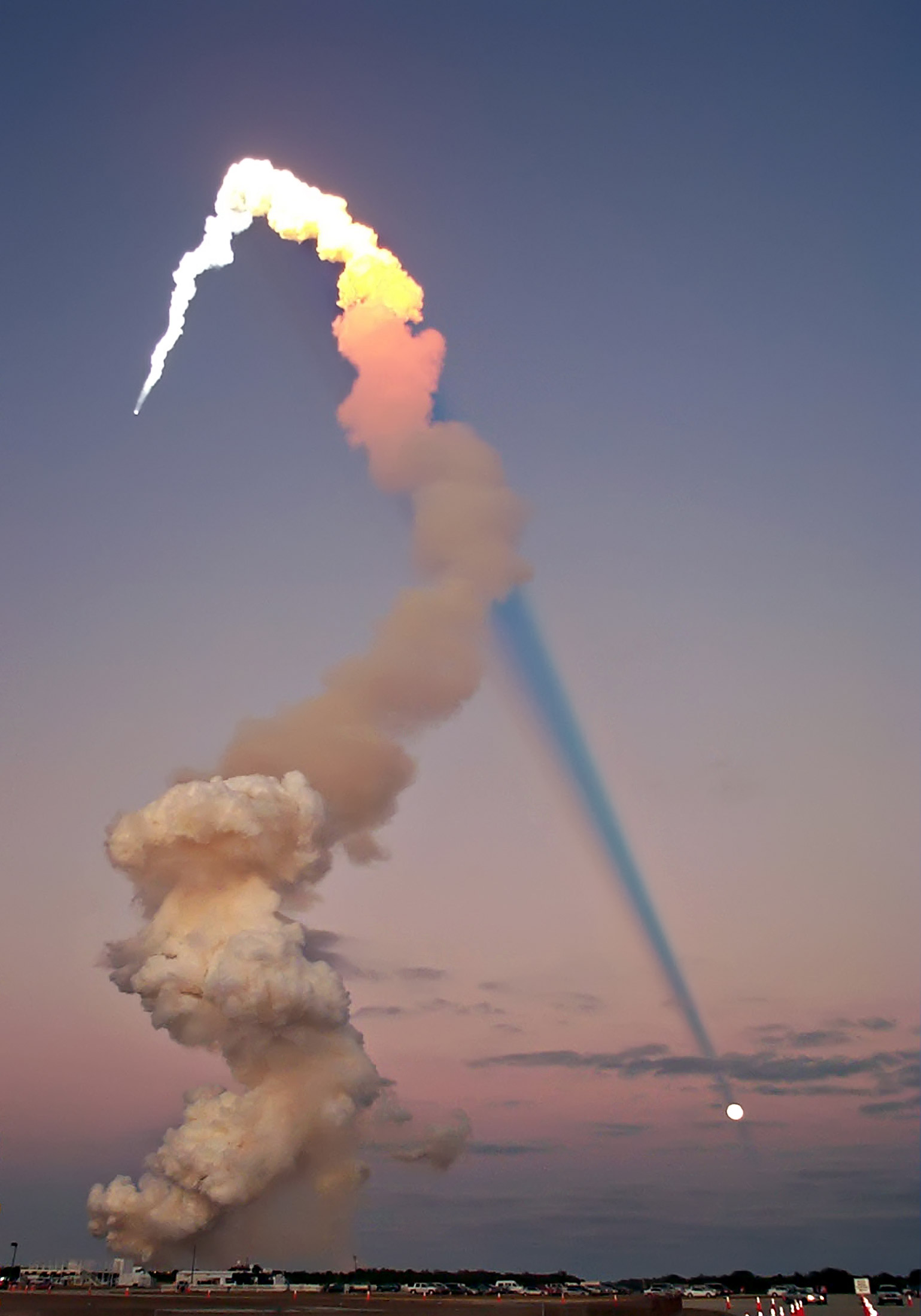
Pluma do Ônibus Espacial Atlantis em lançamento.

Em hidrodinâmica, uma pluma é uma coluna de fluido movendo dentro ou ao redor de outro. Diversos efeitos afetam a moção do fluido, incluindo o momento, a difusão e o princípio de Arquimedes (em circulações afetadas primariamente pela densidade). Quando efeitos de momento são mais importantes do que a diferença de densidade e do princípio de Arquimedes, a pluma é geralmente descrita como um jato.
Plumas são importantes para o entendimento da dispersão de poluição atmosférica.